# Chlorid niobičný
Chlorid niobičný je anorganická sloučenina se vzorcem NbCl5.
Jedná se o žlutou krystalickou pevnou látku. Hydrolyzuje vzdušnou vlhkostí a je často znečištěn malými množstvími NbOCl3, ovšem lze jej přečistit sublimací.

## Struktura a vlastnosti
NbCl5 vytváří v pevném skupenství dimerní molekuly Nb2Cl10 kde jsou niobičné ionty spojeny chloridovými můstky. Koordinační číslo niobu v dimeru je šest, koordinačním polyedrem je silně deformovaný oktaedr. Ekvatoriální vazby Nb-Cl mají délku 225 pm (terminální) a 256 pm (můstkové). Délka axiálních vazeb je 229,2 pm, s ekvatoriální rovinou svírají úhel 83,7°. Úhel můstkové vazby Nb-Cl-Nb je 101,3°, vzdálenost niobů je 398,8 pm, což je příliš moc na existenci chemické vazby.
V plynném skupenství je monomerní, monomer má tvar trigonální bipyramidy.

## Příprava
Průmyslově se NbCl5 vyrábí chlorací kovového niobu při teplotě 300 až 350 °C:
2 Nb + 5 Cl2 → 2 NbCl5.
V laboratoři se NbCl5 často připravuje chlorací Nb2O5 v přítomnosti uhlíku za teploty 300 °C, ovšem při nedokončení reakce vznikají oxyhalogenidy (Produkt obsahuje malé množství NbOCl3). Konverze může být efektivnější s použitím chloridu thionylu.

## Použití
Chlorid niobičný je často používán jako prekurzor ostatních sloučenin niobu.
Je hlavním prekurzorem alkoxidů niobu. Je také prekurzorem mnoha ostatních laboratorních činidel.

## Podobné sloučeniny
- Fluorid niobičný
- Bromid niobičný
- Jodid niobičný